# Pedrococcus simplex
Pedrococcus simplex är en insektsart som beskrevs av Mamet 1943. Pedrococcus simplex ingår i släktet Pedrococcus och familjen ullsköldlöss. Inga underarter finns listade i Catalogue of Life.